# Кобасичари
45°57′ пн. ш. 16°49′ сх. д. / 45.95° пн. ш. 16.81° сх. д.
Кобасичари (хорв. Kobasičari) — населений пункт у Хорватії, у Б'єловарсько-Білогорській жупанії у складі громади Капела.

## Населення
Населення за даними перепису 2011 року становило 189 осіб.
Динаміка чисельності населення поселення: